# Aplatoides diabolus
Aplatoides diabolus är en stekelart som beskrevs av Yoshimoto och Gibson 1979. Aplatoides diabolus ingår i släktet Aplatoides och familjen kragglanssteklar. Inga underarter finns listade i Catalogue of Life.